# Tinnet Krat
Tinnet Krat är en 596 hektar stor fredad skog i Danmark. Den ligger i Region Syddanmark, i den centrala delen av landet. I södra delen ligger toppen Tranebjerg. Två av Danmarks tre längsta vattendrag börjar i Tinnet Krat: Gudenå som rinner åt öster och mynnar i Kattegatt och Skjern Å som rinner åt väster och mynnar i Nordsjön. Hærvejen passerar genom skogen.